# Lingua slovena
Lo sloveno o lingua slovena (rispettivamente slovenščina e slovenski jezik) è una lingua slava meridionale parlata in Slovenia e nelle zone di confine degli stati limitrofi.

## Distribuzione geografica
Lo sloveno è parlato come lingua-madre da poco più di 2 milioni di persone, stanziate principalmente in Slovenia, ed è diffuso come idioma autoctono in alcune zone di Italia, Austria, Ungheria e Croazia. È parlato anche in altri Paesi in cui sono presenti colonie di immigrati sloveni di una certa consistenza (le più numerose sono quelle residenti in Germania e negli Stati Uniti d'America).
In Slovenia è parlato da circa 1,9 milioni di persone. È considerato lingua autoctona in alcune zone di frontiera di Italia dove gode di un regime di particolare tutela (circa 61 000 parlanti nella zona orientale del Friuli - Venezia Giulia, secondo alcune stime non ufficiali), Austria (fra i 20 000 i 50 000 parlanti, concentrati soprattutto in Carinzia) e Ungheria (3 000-5 000 parlanti, per la maggior parte residenti nella contea di Vas). Lo sloveno è presente storicamente anche in una zona molto circoscritta della Croazia, a ridosso della frontiera nord-occidentale con la Slovenia.
Altre presenze esterne ai paesi summenzionati, sono, come abbiamo già indicato, quelle relative alle colonie di immigrati sloveni sparse per il mondo, in particolare in molti Paesi di Europa, America ed Oceania: Germania, Croazia (13 000-20 000 parlanti, comprendenti anche la minoranza autoctona), Stati Uniti d'America (soprattutto nella città di Cleveland, in Ohio), Canada, Argentina, Australia, ecc.

### Lingua ufficiale
È la lingua ufficiale della Slovenia e coufficiale del Friuli-Venezia Giulia.

### Dialetti e lingue derivate
La lingua slovena comprende sette gruppi di dialetti molto diversi: il carinziano (koroščina), il litoraneo (primorščina), l'interno (notranjščina), il meridionale (dolenjščina), il centrale, lo stiriano (štajerščina) ed il pannonico. La notevole diversità tra i dialetti si deve innanzitutto al carattere montuoso della regione e alla diversa provenienza delle antiche tribù protoslave che si insediarono in questi luoghi.

Area di diffusione della lingua slovena e delle sue varietà dialettali

Carta dei dialetti sloveni
Gruppo dialettale del Alto Carniolano
Gruppi dialettali del Basso Carniolano (3. Dialetto di Kostel, 4. Sottodialetti misti di Kočevje, 5. Dialetto settentrionale di Carniola Bianca, 6. Dialetto meridionale di Carniola Bianca)
Gruppo dialettale Stiriano
Gruppo dialettale pannonico
Gruppo dialettale Carinziano
Gruppo dialettale Litoraneo (1. Savrinia, 2. Cicceria)
Gruppo dialettale di Rovte

     Gruppo dialettale del Alto Carniolano
     Gruppi dialettali del Basso Carniolano (3. Dialetto di Kostel, 4. Sottodialetti misti di Kočevje, 5. Dialetto settentrionale di Carniola Bianca, 6. Dialetto meridionale di Carniola Bianca)
     Gruppo dialettale Stiriano
     Gruppo dialettale pannonico
     Gruppo dialettale Carinziano
     Gruppo dialettale Litoraneo (1. Savrinia, 2. Cicceria)
     Gruppo dialettale di Rovte

## Classificazione
Secondo Ethnologue, la classificazione della lingua slovena è la seguente:
- Lingue indoeuropee
  - Lingue slave
    - Lingue slave meridionali
      - Lingue slave sud-occidentali
        - Lingua slovena

La lingua slovena è classificata come una delle lingue slave meridionali, ma ha varie caratteristiche delle lingue slave occidentali, perciò costituisce un punto di transizione tra questi due gruppi. Le lingue più simili allo sloveno sono infatti il croato nella sua variante ecavo (ekavščina), il ceco e lo slovacco.
Una curiosità è che la lingua slovena in sloveno si chiama slovenščina, mentre quella slovacca in slovacco si chiama slovenčina (le due parole si pronunciano quasi nello stesso modo). Vice versa, in sloveno il nome della lingua slovacca è slovaščina, mentre in slovacco il nome della lingua slovena è slovinčina. Per una spiegazione esauriente bisognerebbe riferirsi al protoslavo ed allo sviluppo storico delle radici slov- e slav-.

## Storia
Lo sloveno appartiene al gruppo delle lingue slave meridionali la cui distinzione dalla lingua proto-slava risale alla seconda metà del X secolo. I primi documenti scritti in sloveno sono contenuti nei Manoscritti di Frisinga (Brižinski spomeniki), risalenti alla seconda metà del X secolo e scoperti nel XIX secolo. Essi contengono frasi rituali di confessioni, annotazioni su prediche riguardanti il peccato e la penitenza e formule di abiura (... Etjè bi det naš ne səgréšil, tè u weki jèmu bè žíti, ...).
Tranne rare eccezioni, la lingua slovena venne tramandata solo oralmente fino al secolo XVI. Allora, in seno ad un più vasto movimento europeo, anche gli sloveni iniziarono ad usare la propria lingua nella forma scritta, inizialmente solo in testi religiosi. Le regole grammaticali fondamentali della lingua furono fissate dagli studiosi protestanti. È proprio grazie agli scrittori della riforma (Primož Trubar, Adam Bohorič, Jurij Dalmatin) che lo sloveno si affermò anche come lingua letteraria.
In tempi più recenti è poi da considerare l'influenza che ha avuto sulla lingua la vicinanza di popoli di diversa origine linguistica che circondano l'odierna Slovenia: veneti, friulani, tedeschi, ungheresi, croati.

## Sistema di scrittura
L'alfabeto ha 25 lettere: a b c č d e f g h i j k l m n o p r s š t u v z ž.
Come in italiano, le vocali sono a e i o u, mentre tutte le altre lettere dell'alfabeto sono consonanti. 
È invece ritenuta "semivocale" la lettera "r" e questa particolarità si nota nelle molte parole slovene prive di vocali. Si tratta solitamente di monosillabi dove la "r" assume, appunto, il ruolo di vocale scevà. Anche nella divisione in sillabe, peraltro molto simile a quella italiana, è prevista l'esistenza di sillabe prive di vocali scritte se la "r" ne fa le veci (es. trd /tərd/ (duro), dove la forma femminile trda (dura) si sillaba tr-da) o vrh (cima), rt (capo (geografia)), krt (talpa), etc.).

## Fonologia
I suoni della lingua slovena non sono troppo differenti da quelli italiani. I suoni delle vocali sono come quelli in italiano; uno dei suoni della "e" si pronuncia [ə] e in sloveno si definisce semi-suono. Due consonanti slovene non esistono in italiano: [x] (scritta "h") e [ʒ] (scritta "ž"). La consonante [j] (scritta "j") ha un suono anche nella lingua italiana, dove viene però considerata vocale. Il gruppo "lj" si pronuncia [ʎ] (come l'italiano "gli" di aglio), il gruppo "nj" si pronuncia [ɲ] (come l'italiano "gn" di gnomo), il gruppo "dž" si pronuncia come l'italiano "g" di gioco; non esiste, infine, il suono [d͡z] (come "z" di zanzara). In sloveno non esistono consonanti geminate (ovvero doppie).
Ecco un prospetto completo delle consonanti slovene:
b [b] si legge come "b" in bene
c [t͡s] si legge come "z" in spazio
č [t͡ʃ] si legge come "c" in cena
d [d] si legge come "d" in dado
f [f] si legge come "f" in fare
g [ɡ] si legge come "g" in gatto
h [x] si legge come "ch" nel tedesco Bach
j [j] si legge come "i" in iato
k [k] si legge come "c" in casa
l [l] si legge come "l" in lode tranne in fine di sillaba o parola dove si legge come "u" in uovo (es. volk, govoril)
m [m] si legge come "m" in mare
n [n] si legge come "n" in nota
p [p] si legge come "p" in piatto
r [r] si legge come "r" in raro
s [s] si legge come "s" in sole
š [ʃ] si legge come "sc" in sciabola
t [t] si legge come "t" in tutto
v [v] si legge come "v" in vedo tranne in fine di sillaba dove si comporta in maniera analoga a l (es. vse, stavka, restavracija)
z [z] si legge come "s" in rosa
ž [ʒ] si legge come "j" in francese (es. journal, jaune, jeu)
lj [ʎ] si legge come "gl" in aglio (es. Ljubljana)
nj [ɲ] si legge come "gn" in gnomo (es. njiva)
dž [d͡ʒ] si legge come "g" in giallo (es. nindža)
ks [ks] si legge come "cs" in fucsia (es. taksi)

### Accenti
L'accento non ha una posizione fissa e può cadere su sillabe differenti in forme differenti della stessa parola. L'accento è dinamico, ma in alcuni dialetti sloveni esiste anche un accento musicale. Non si usano segni grafici per indicare la sillaba tonica.

## Grammatica
La lingua slovena distingue cinque parti del discorso variabili (sostantivo, aggettivo, verbo, pronome e numerale) e quattro invariabili (avverbio, preposizione, congiunzione e interiezione).
Nella lingua slovena non ci sono articoli (roka può significare mano, una mano o la mano a seconda del contesto).

### Sostantivo
Il sostantivo si declina, cioè cambia forma tramite suffissi a seconda del genere, del numero e del caso. Ci sono tre generi grammaticali (maschile, femminile, neutro), tre numeri (singolare, duale, plurale) e sei casi (nominativo, genitivo, dativo, accusativo, locativo, strumentale). Il numero duale viene usato quando ci si riferisce a due oggetti o persone: ena riba (un pesce), dve ribi (due pesci), tri ribe (tre pesci).
Le declinazioni sono quattro: la prima comprende i sostantivi in –a (maschili e femminili), la seconda i sostantivi in consonante femminili, la terza i sostantivi in consonante maschili e la quarta i sostantivi in –e/o (neutri).

### Aggettivo
Viene definito aggettivo soltanto l'aggettivo qualificativo italiano. Le sue desinenze sono uguali a quelle del sostantivo, con la differenza che ha solo tre declinazioni (maschile, femminile e neutra). In più l'aggettivo maschile singolare ha due forme: determinata e indeterminata, per cui il bel giovane = lepi fant, ma un bel giovane = lep fant.
Il comparativo si forma con un suffisso proprio. Il superlativo assoluto si forma con il prefisso naj- e il suffisso del comparativo. Il superlativo relativo si forma solo premettendo la parola "zelo" (molto) o altra simile. Anche il comparativo e il superlativo si declinano. Non tutti gli aggettivi hanno il comparativo ed il superlativo (ad esempio i colori non ce li hanno mai). Alcuni aggettivi non hanno il suffisso per il comparativo, perciò vengono preceduti dalla parola "bolj" (più), e non utilizzano il prefisso "naj-", perciò vengono preceduti da "najbolj" (il più) e "zelo" (molto): es. lačen (affamato), bolj lačen (più affamato), najbolj lačen (il più affamato), zelo lačen (molto affamato).
Es.: lep (bello), lepši (più bello), najlepši (il più bello), zelo lep (bellissimo);
dober (buono), boljši (migliore), najboljši (il migliore), zelo dober (buonissimo);
visok (alto), višji (più alto), najvišji (il più alto), zelo visok (altissimo);
nizek (basso), nižji (più basso); najnižji (il più basso), zelo nizek (bassissimo).

### Verbo
Il verbo si coniuga in persona (1ª, 2ª, 3ª), numero (singolare, duale, plurale), genere (maschile, femminile, neutro), modo (indicativo, condizionale, imperativo, infinito, participio, nome verbale), tempo (presente, passato, futuro; si può esprimere anche il trapassato, che tuttavia si usa raramente), aspetto (imperfettivo, perfettivo) e diatesi (attiva, passiva, riflessiva).

### Pronome
I pronomi, a differenza dall'italiano, includono anche gli aggettivi non qualificativi e si classificano in personali, possessivi, dimostrativi, interrogativi, relativi e indefiniti. I pronomi personali e possessivi conoscono anche la categoria dei riflessivi.

### Numerale
I numerali si declinano con regole specifiche e si classificano in cardinali («n»), ordinali («n-esimo»), moltiplicativi («n volte tanto») e distintivi («moltiplicato n volte»).
- cardinali: ena (1), dva (2), tri (3), štiri (4), pet (5), etc.
- ordinali: prvi (femm. prva; neutro prvo) (1. o I.), drugi (2. o II.), tretji (3. o III.), četrti (4. o IV.), peti (5. o V.), etc.
- moltiplicativi: enkraten (femm. enkratna; neutro enkratno)/enojen (femm. enojna; neutro enojno), dvakraten/dvojen, trikraten/trojen, štirikraten, petkraten, etc.
- distintivi: enkrat (krat significa volta; una volta), dvakrat, trikrat, štirikrat, petkrat, etc.

### Parti del discorso invariabili
L'uso di avverbi, congiunzioni e interiezioni non differisce in modo sostanziale dall'italiano.
Le preposizioni di luogo richiedono il caso locativo se indicanti lo stato in luogo e il caso accusativo se indicanti il moto a luogo:
- «siamo in casa» (stato in luogo) = smo v hiši (preposizione v «in» + locativo di hiša «casa»);
- «entriamo in casa» (moto a luogo) = gremo v hišo (preposizione v «in» + accusativo di hiša «casa»).

## Vocabolario
Nel vocabolario e nella fraseologia c'è un grande influsso della lingua tedesca. In alcuni dialetti sloveni "treno" si dice "cug" (tsug), che deriva dal tedesco "Zug" (tsug), invece nello sloveno standard si dice "vlak"; stessa cosa con "cuker" (tsuker), sempre dal tedesco "Zucker" (tsuker), che nello sloveno standard è "sladkor".
Anche la lingua italiana ha esercitato un influsso importante sullo sloveno. Il verbo manjkati (mancare), ad esempio, potrebbe essere il caso, sebbene si discute molto circa l'origine del verbo perché  potrebbe derivare dalla parola "manj" che significa "meno".
Lo sloveno negli ultimi anni ha assimilato moltissimi neologismi di origine straniera, che spesso vengono usati al posto dei termini sloveni. Ad esempio la parola "zgradba" (struttura) viene sostituita con "struktura" o "Sredozemlje" (Mediterraneo) con "Mediteran".
La maggior parte delle volte in sloveno i neologismi stranieri si slovenizzano.
Es.: ketchup-kečap, hacker-heker, cocktail-koktejl, taxi-taksi, rugby-ragbi, etc.